# Slivnița, Bulgaria
Slivnița  (în bulgară Сливница) este un oraș în partea de vest a Bulgariei. Aparține de  Obștina Slivnița, Regiunea Sofia.

## Demografie
Componența etnică a orașului Slivnița
     Bulgari (91,81%)
     Romi (1,86%)
     Nicio identificare (6,31%)
     Altele (0,22%)
La recensământul din 2011, populația orașului Slivnița era de 7.665 locuitori. Din punct de vedere etnic, majoritatea locuitorilor (91,81%) erau bulgari, cu o minoritate de romi (1,86%). Pentru 6,31% din locuitori nu este cunoscută apartenența etnică.